# Spatha

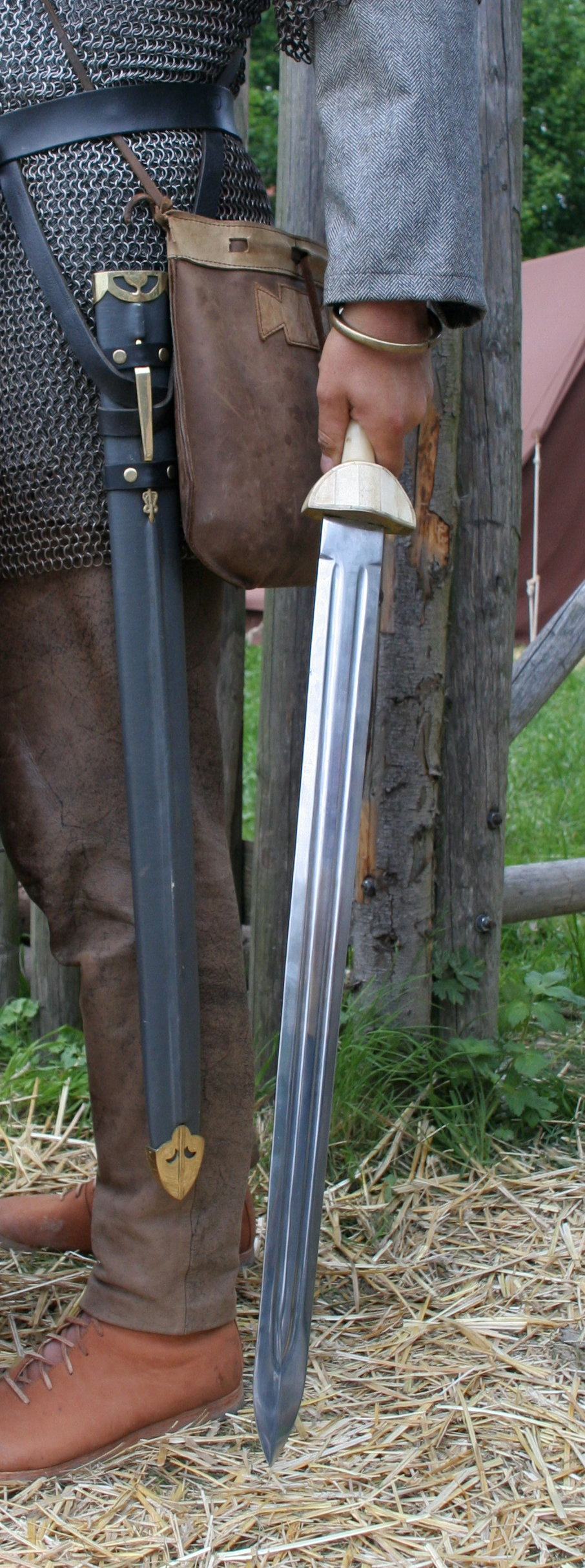
Reconstrucció d'una spatha romana del.

La spatha era una arma blanca emprada per l'exèrcit romà durant el període de decadència i invasions bàrbares. Es va originar al segle I a partir del gladius usat per la infanteria, atorgant-se-li major grandària (70-100 centímetres de fulla) perquè pogués ser usat de forma eficaç per la cavalleria.
Posteriorment (segle iv) la spatha va ser adoptada també per la infanteria romana, a imitació dels guerrers bàrbars germans, que usaven espases llargues, i va passar més tard als pobles bàrbars, tant aliats com a invasors. A diferència del gladius usat anteriorment, que era sobretot una arma d'apunyalament a curta distància, la spatha, en ser més llarga i pesada, permetia mantenir una distància més llarga amb l'enemic i era més de copejar donant talls. Això reflecteix el canvi en les tàctiques del soldat romà, que durant la decadència va perdre l'agressiva cerca de la lluita cos a cos d'èpoques anteriors. El model va seguir usant-se en el nord d'Europa durant diversos segles després de la caiguda de Roma sent emprat fins i tot pels vikings entre l'any 800 i el 1100. Per la seva forma i grandària, la spatha és la baula evolutiva entre el gladius romà i l'espasa medieval. La paraula "espasa", de fet, prové del nom de la spatha.

## Vikings

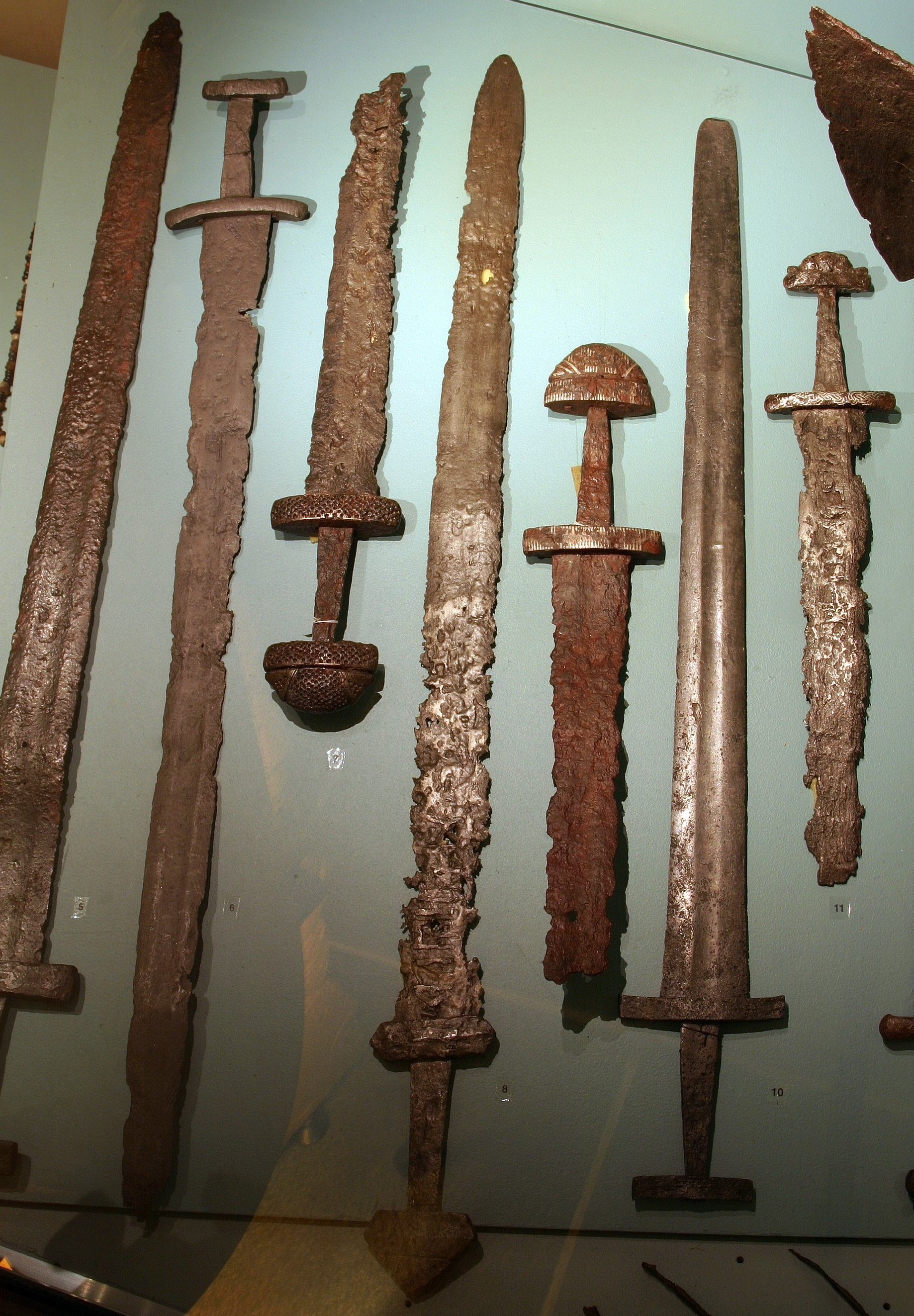
Espases vikingues del museu de Bergen.

A la saga de los Fóstbrœðra (cap. 3) cita que molt pocs guerrers vikings tenien la sort de ser propietaris d'una espasa, perquè eren armes difícils de fabricar i en conseqüència es considerava un article rar i car. La saga de Laxdœla (cap. 13) és més específica i diu que es canviava una espasa per mig marc d'or que en aquell temps representava el valor de 16 vaques lleteres, una suma enorme. L'espasa, per tant, era gairebé exclusiva de les castes guerreres que posseïen majors i millors recursos.